# 巴爾弗 (北卡羅萊納州)
巴爾弗（英語：Balfour）是位於美國北卡羅萊納州亨德森縣的普查規定居民點。

## 人口
根據2020年美國人口普查的數據，巴爾弗的面積為4.21平方千米，當中陸地面積為4.20平方千米，而水域面積為0.01平方千米。當地共有人口1335人，而人口密度為每平方千米317.1人。